# Asimina parviflora
Азиміна дрібноквіткова (Asimina parviflora) - є малим або середнім кущем із сімейства анонових.

## Опис
Asimina parviflora має темно-бордові, м’ясисті квіти навесні. Вона дає їстівні плоди, хоча плід менший, ніж у її родича Asimina triloba Її пилок розсипається у вигляді постійних тетрад.
Азимини дрібноквіткові зустрічаються південніше, ніж звичайні азимини, і утворюють кущі, а не дерева, при цьому більшість рослин мають висоту від 1 до 2 метрів, і лише деякі стають вищими. Розмір квіток зазвичай не перевищує двох сантиметрів. Квітки починаються як коричневі бутони, потім розбухають до зелених незрілих квіток і стають бордовими або коричневими, коли повністю дозріють.
Листя, як правило, темно-зелені і гладкі за структурою.

## Походження
Вона походить з південного сходу США, де зустрічається від Техасу до Вірджинії . Зустрічається найчастіше в піщаних місцевостях, алювіальних ділянках і сухих лісах. 

## Галерея

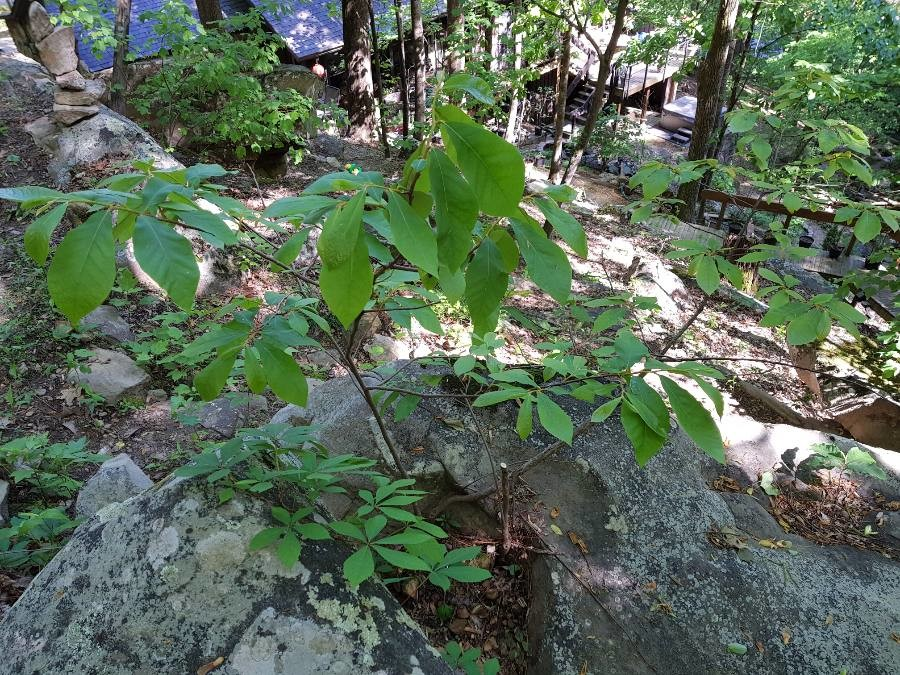
Рослина
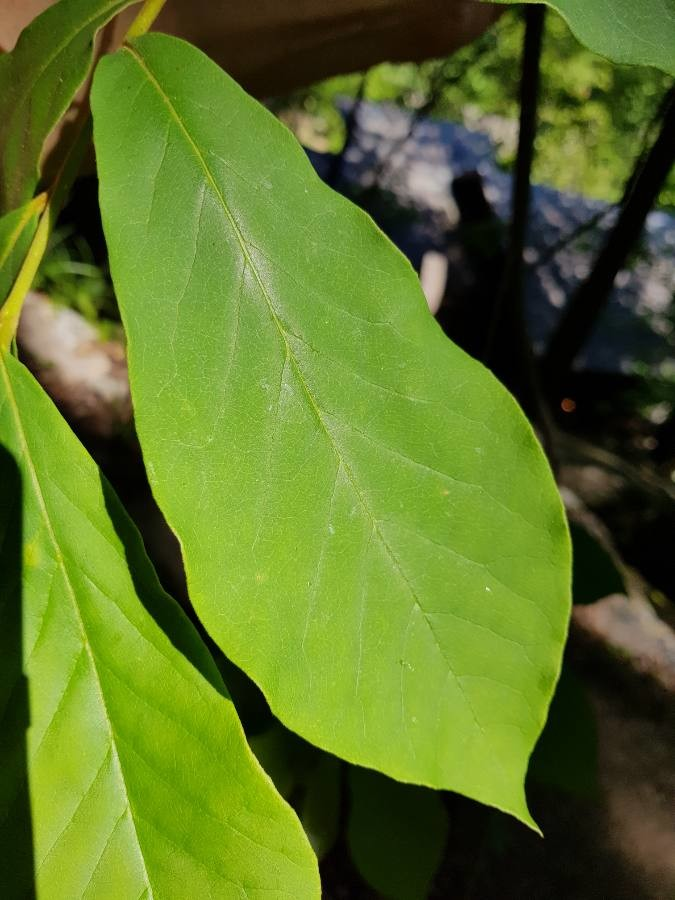
Листя
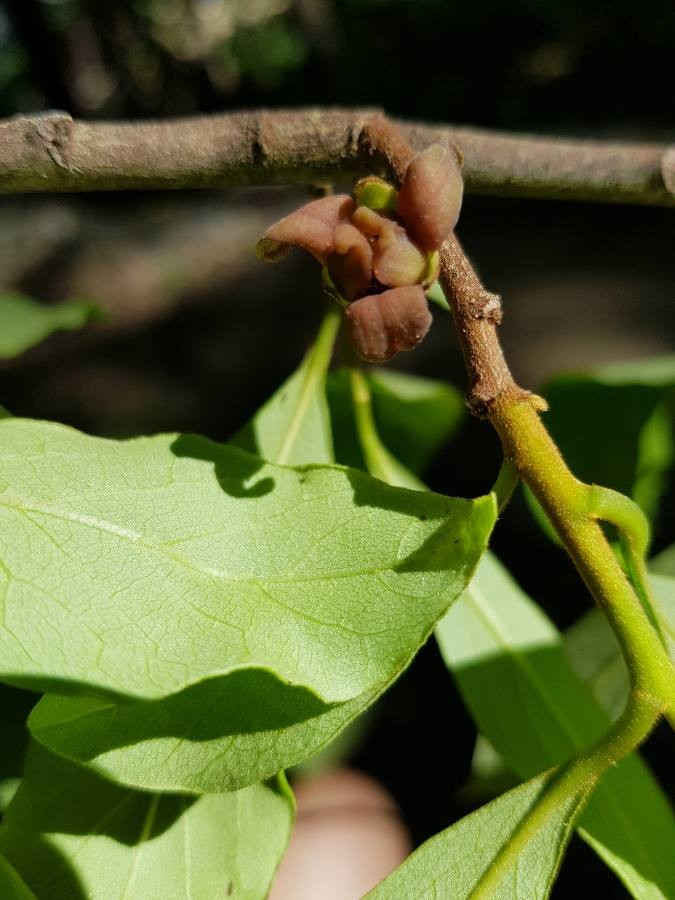
Квіти

## Зовнішні посилання
- Вікісховище має мультимедійні дані за темою: Asimina parviflora
- USDA Plants Profile for Asimina parviflora (smallflower pawpaw)